# Sztentór
Sztentór (görögül: Στέντωρ) a görög sereg vitéze és a vezérek hirdetője a trójai háborúban. 

## Története
Hangereje ötven másik harcoséval vetekedett, ezért egy alkalommal maga Héra vette fel alakját, hogy ellenállásra buzdítsa a hátráló görög sereget. Sztentór később Hermésszel állt ki versengeni, de az erőlködéstől „megszakadt a torka”.

## Irodalmi feldolgozás
Szerepel Homérosz Iliaszában. Az eposz nyomán vált a „sztentóri hang” fogalommá.